# Делапорт, Луи
Луи Делапорт (фр. Louis Delaporte; 11 января 1842, Лош — 3 мая 1925 (83 года), Париж) — французский исследователь, путешественник и художник. Его собрание предметов кхмерского искусства стало основой для многих парижских экспозиций, начиная с Всемирной Парижской выставки 1878 года, потом — во дворце Трокадеро (фр. Palais du Trocadéro), где Делапорт был назначен главным куратором музея Индокитая. В 1927 году, после смерти Делапорта, его коллекция была передана в музей Гиме (фр. Musée Guimet) (ныне — Музей восточных искусств).

## Биография
С ранних лет Луи Делапорт хотел связать свою жизнь с морем, став моряком. Его отец, юрист по профессии, был не против подобного решения, и, после окончания коллежа в Орлеане Луи начал готовиться к поступлению в Военно-Морскую Академию (фр. École Navale) в Бресте, куда и был зачислен в 1858 году. Получив в 1860 звание мичмана, Делапорт отправляется в плавание в Мексику, где заболевает жёлтой лихорадкой. После нескольких походов, в том числе в Исландию, Делапорт получает звание прапорщика. Благодаря своим художественным способностям он оставил службу в Кохинхине и принял участие в экспедиции Дудара Лагре по реке Меконг, предпринятой с целью поиска её истоков. В ходе данной экспедиции был открыт древний город Ангкор. Однако путешественникам удалось добраться лишь до Сиангкхуанга. Экспедиция завершилась раньше, чем были достигнуты цели, из-за плохих климатических условий и ухудшения состояния здоровья её участников. Дудар Лагре умер в Юньнане, и выжившие вернулись в Сайгон под командованием Франсиса Гарнье.
На Всемирной выставке в 1889 году была выставлена собранная Луи Делапортом в годы французского разграбления артефактов коллекция предметов искусства кхмеров.
До конца своей жизни возглавлял музей Индокитая, который занимал часть ныне не существующего дворца Трокадеро.

## Труды
- Приложение под названием «Живописный альбом» акварелей Луи Делапорта к отчёту французских исследователей в Камбодже «Путешествие исследователей в Индокитай» (Voyage d’exploration en Indo-Chine, 1866—68 и 1873).